# Nieuwesluis (Breskens)

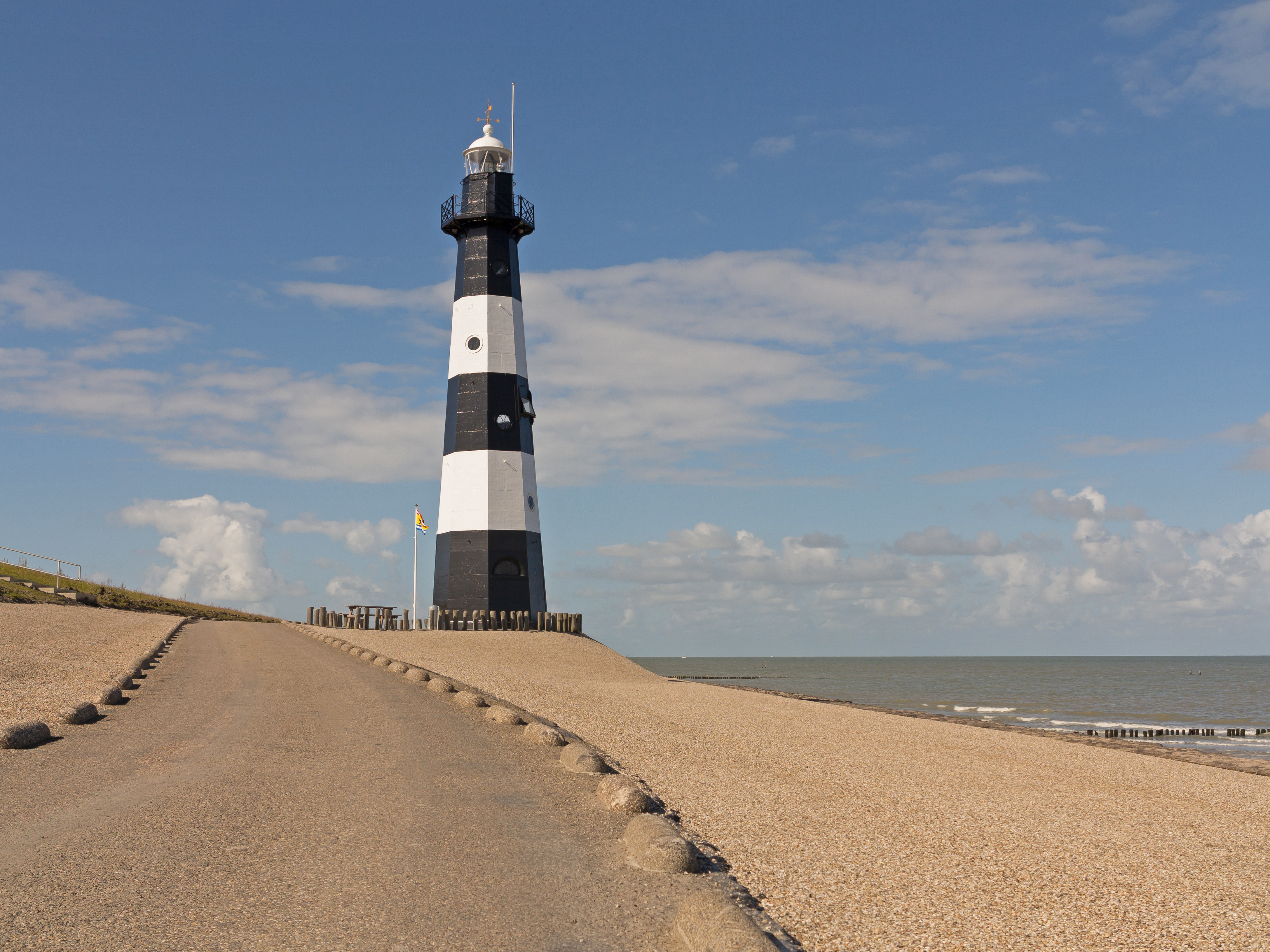
Nieuwesluis, vuurtoren

Nieuwesluis is een Nederlandse buurtschap in de Zeeuwse gemeente Sluis. De buurtschap, in de regio Zeeuws-Vlaanderen, ligt in de Jong-Breskenspolder, een paar kilometer westelijk van Breskens. Nieuwesluis viel achtereenvolgens onder de gemeenten Breskens (tot 1970), Oostburg (tot 2003) en Sluis (sinds 2003). Vroeger had Nieuwesluis winkels, en een eigen school. Tegenwoordig zijn er niet veel vaste bewoners meer, maar wel veel vakantiewoningen. Nieuwesluis wordt ook weleens Het Killetje genoemd, naar de straat waar het aan ligt.
Nieuwesluis ligt aan de Wielingen en heeft een haventje en een gemaal. Van belang is de Vuurtoren van Breskens, uit 1867. Ook lag hier het Fort Willem I, waarvan de overblijfselen echter nauwelijks meer zichtbaar zijn.